# Hallstahammars kommun
Hallstahammars kommun är en kommun i Västmanlands län. Centralort är tätorten Hallstahammar.
Kommunen ligger vid Strömsholms kanal/Kolbäcksån.

## Administrativ historik
Kommunens område motsvarar socknarna: Berg (större delen), Kolbäck, Svedvi och Säby. I dessa socknar bildades vid kommunreformen 1862 landskommuner med motsvarande namn. 
I Svedvi landskommun inrättades 8 december 1939 Hallstahammars municipalsamhälle, vilken upplöstes när landskommunen 1943 ombildades till Hallstahammars köping. 
Vid kommunreformen 1952 bildades storkommunen Kolbäck (av de tidigare kommunerna Kolbäck, Rytterne och Säby) medan större delen av Bergs landskommun uppgick i Hallstahammars köping.
Hallstahammars kommun bildades vid kommunreformen 1971 av Hallstahammars köping samt huvuddelen av Kolbäcks landskommun (Kolbäcks och Säby församlingar).
Kommunen ingick från bildandet till den 1 april 2001 i Köpings domsaga och ingår sedan dess i Västmanlands domsaga.
Kommunen ingår sedan 2010 i Förvaltningsområdet för finska.

## Geografi

### Topografi och hydrografi
Kommunens landskap är generellt sett flackt och låglänt, med höjder som når upp till 60–70 meter över havet. Terrängen sluttar mjukt från de skogklädda moränområdena i norr ner mot den uppodlade lerslätten i söder.
Strömsholmsåsen löper genom kommunen i nord-sydlig riktning och är bäst bevarad strax söder om samt inom och norr om tätorten Hallstahammar. Åsen har dock påverkats kraftigt av täktverksamhet, särskilt mellan Kolbäck och Näs där den i stort sett har bortgrävts.
Parallellt med åsen rinner Kolbäcksån, som har flera oreglerade forssträckor. Sörkvarnsforsen, belägen inom ett naturreservat i tätorten Hallstahammar, utmärker sig med sina nästan naturliga forssträckor, omgivna av vackra ädellövskogspartier och en rik flora. Nära Kolbäcksåns utlopp i Mälaren och intill Strömsholms slott ligger Lagårdssjön, där fågellivet är rikt och lockar till naturskådning.

### Administrativ indelning
Fram till 2016 var kommunen för befolkningsrapportering indelad i ett enda område, Hallstahammar-Kolbäcks församling.

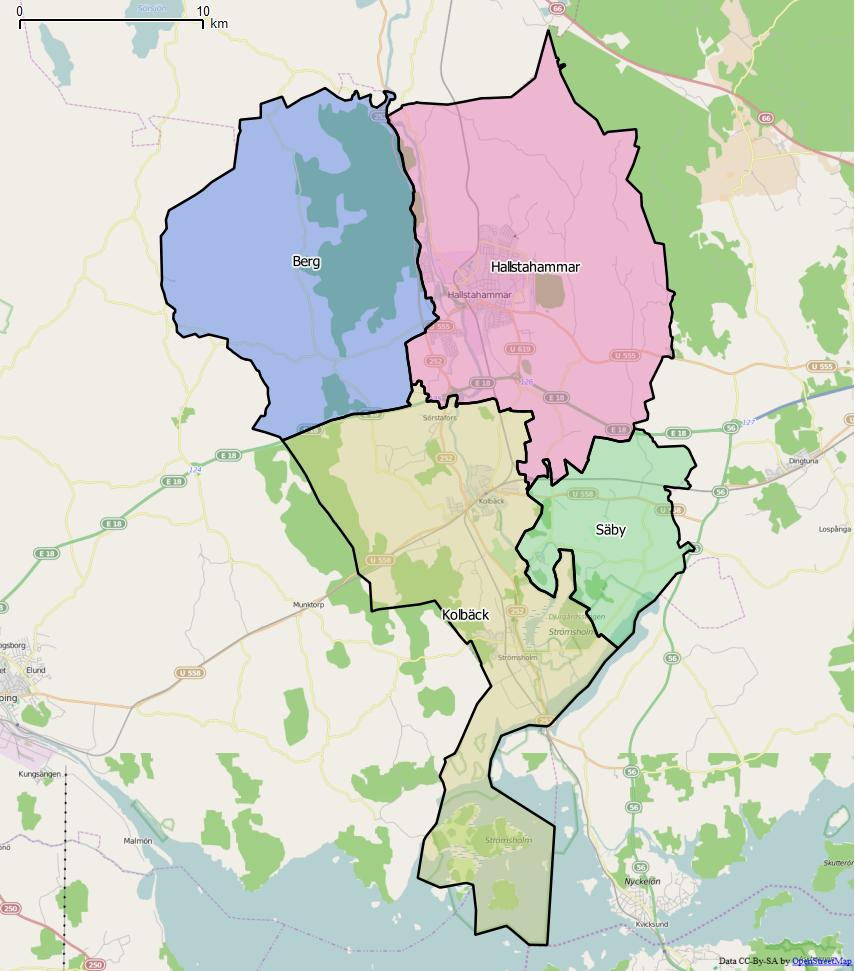
Distrikt (socknar) inom Hallstahammars kommun

Från 2016 indelas kommunen i fyra distrikt, vilka motsvarar de tidigare socknarna: Berg, Kolbäck, Hallstahammar och Säby.

### Tätorter
Vid tätortsavgränsningen av Statistiska centralbyrån den 31 december 2015 fanns det fyra tätorter i Hallstahammars kommun.
| Nr | Tätort        | Folkmängd |
| -- | ------------- | --------- |
| 1  | Hallstahammar | 10 787    |
| 2  | Kolbäck       | 2 034     |
| 3  | Strömsholm    | 676       |
| 4  | Sörstafors    | 270       |

Centralorten är i fet stil.

## Styre och politik

### Styre
Mandatperioden 2010–2014 styrdes kommunen av Socialdemokraterna och Vänsterpartiet som samlade 26 av 45 mandat i kommunfullmäktige. Efter valet 2014 inkluderades även Miljöpartiet i den styrande koalitionen. Tillsammans meddelade partierna att de skulle arbeta för "fortsatt positiv utveckling i ett ekonomiskt, ekologiskt och socialt hållbart Hallstahammar". Efterspelet efter valet 2018 kom delvis att handla om att inte ge Sverigedemokraterna en vågmästarroll i kommunfullmäktige. Det var en av orsakerna till att Socialdemokraterna gick samman med Centerpartiet och Liberalerna när nytt styre skulle byggas.
Mandatperioden 2022–2026 styrs kommunen av Socialdemokraterna, Vänsterpartiet, Liberalerna och Miljöpartiet. Partierna skrev i början av mandatperioden att ”Vi är helt överens om att fortsätta på den inslagna vägen där barn och ungas uppväxt, skolgång och välmående har högsta prioritet och där vi ser att mer behöver göras. Äldreomsorgen där det förebyggande arbetet särskilt lyfts fram är också något vi är helt överens om att fortsätta att satsa på. Andra viktiga frågor är givetvis miljö och hållbarhet. Vi är också helt överens om att det viktiga arbetet med att ha ett riktigt bra företagsklimat fortsatt ska vara prioriterat”.

### Kommunfullmäktige
Inför valet 2002 minskades antalet platser i kommunfullmäktige från 49 till 45. 20 år senare minskades platserna återigen, denna gången till 37 stycken.

#### Presidium
| Presidium 2022–2026    | Presidium 2022–2026 | Presidium 2022–2026 |
| ---------------------- | ------------------- | ------------------- |
| Ordförande             | S                   | Rolf Hahre          |
| Förste vice ordförande | S                   | Tony Frunk          |
| Andre vice ordförande  | M                   | Stieg Andersson     |

#### Mandatfördelning 1970–2022
| 3 | 32 | 6 | 5 | 3 |

| 42 | 7 |

| 4 | 28 | 8 | 4 |  | 4 |

| 41 | 8 |

| 3 | 29 | 7 | 4 |  | 5 |

| 38 | 11 |

| 4 | 29 | 5 | 5 |  | 5 |

| 35 | 14 |

| 4 | 31 | 4 | 2 |  | 7 |

| 34 | 15 |

| 5 | 29 | 3 | 5 | 7 |

| 34 | 15 |

| 4 | 29 |  | 4 | 5 | 6 |

| 31 | 18 |

| 3 | 28 |  |  | 3 | 4 | 2 | 7 |

| 32 | 17 |

| 5 | 29 | 2 | 3 | 3 |  | 6 |

| 29 | 20 |

| 8 | 23 | 2 | 3 | 2 | 4 | 7 |

| 29 | 20 |

| 6 | 19 |  |  | 3 | 4 | 6 | 5 |

| 27 | 18 |

| 4 | 19 | 2 | 2 | 3 | 4 | 5 | 6 |

| 29 | 16 |

| 4 | 22 |  | 2 | 2 | 4 | 3 | 7 |

| 25 | 20 |

| 4 | 21 | 2 | 5 | 2 | 3 | 2 | 6 |

| 21 |  | 23 |

| 4 | 17 |  | 7 | 3 | 3 | 2 | 8 |

| 21 |  | 23 |

| 3 | 14 |  | 8 | 2 |  | 2 | 6 |

| 20 |  | 16 |

### Nämnder

#### Kommunstyrelse
| Presidium 2023–2026    | Presidium 2023–2026 | Presidium 2023–2026 |
| ---------------------- | ------------------- | ------------------- |
| Ordförande             | S                   | Catarina Pettersson |
| Förste vice ordförande | S                   | Jenny Hödefors      |
| Andre vice ordförande  | M                   | Hans Strandlund     |

#### Övriga nämnder
| Nämnd                             | Ordförande | Ordförande         | Vice ordförande | Vice ordförande   | Andre vice ordförande | Andre vice ordförande |
| --------------------------------- | ---------- | ------------------ | --------------- | ----------------- | --------------------- | --------------------- |
| Barn- och utbildningsnämnden      | S          | Kjell Ivemyr       | L               | Sigurd Synnergård | V                     | Elisabeth Erngren     |
| Bygg- och miljönämnden            | L          | Sigurd Synnergård  | S               | Tony Frunk        | S                     | Ulf Ölander           |
| Kultur- och fritidsnämnden        | V          | Reijo Tarkka       | MP              | Eleonor Zeidlitz  | S                     | Mikael Andersson      |
| Social- och arbetsmarknadsnämnden | S          | Jenny Hödefors     | V               | Camilla Härdevik  | S                     | Rolf Korsbäck         |
| Tekniska nämnden                  | MP         | Peter Ristikartano | L               | Reinder Nispeling | S                     | Jim Larsson           |
| Äldrenämnden                      | S          | Ingvor Regnemer    | V               | Camilla Härdevik  | S                     | Örjan Andersson       |
| Valnämnden                        | S          | Thure Andersen     | L               | Reinder Nispeling | S                     | Lennart Ahlström      |

Kommunen har även en gemensam överförmyndarnämnd med Köping, Arboga, Kungsör och Surahammar.
Källa:

## Ekonomi och infrastruktur

### Näringsliv
Namnet på kommunen har sitt ursprung i en hammare som etablerades 1628 vid Trångforsen, det största vattenfallet inom området. Industrin har en framträdande roll idag, med företag som Sandvik Heating Technology AB, specialiserat på tillverkning av värmetråd och elektriska element för både hushållsapparater och industriugnar. Denna verksamhet kan ses som en utveckling från den ursprungliga smedjan vid Trångforsen. Dessutom finns företag som TPC Components AB, som tillverkar precisionsgjutna detaljer för flyg- och verkstadsindustrin, Ovako Hallstahammar AB som bearbetar stångstål och Bulten Hallstahammar AB som tillverkar fästelement för bilindustrin.

### Infrastruktur

#### Transporter
E18 och länsväg 252 passerar genom kommunen.
Järnvägsstationer med persontrafik finns i Hallstahammar (Bergslagspendeln) och Kolbäck (järnvägslinjen Sala-Oxelösund, Mälarbanans tåg stannar inte vid stationen). 
VL sköter busstrafiken till Västerås och Köping. Lokala linjer och busstrafik med Surahammars kommun trafikeras av den nolltaxerade Brukslinjen.

## Befolkning

### Demografi

#### Befolkningsutveckling
Kommunen har 16 653 invånare (31 december 2024), vilket placerar den på 143:e plats avseende folkmängd bland Sveriges kommuner.
| Befolkningsutvecklingen i Hallstahammars kommun 1970–2020 | Befolkningsutvecklingen i Hallstahammars kommun 1970–2020 | Befolkningsutvecklingen i Hallstahammars kommun 1970–2020 | Befolkningsutvecklingen i Hallstahammars kommun 1970–2020 | Befolkningsutvecklingen i Hallstahammars kommun 1970–2020 |
| --------------------------------------------------------- | --------------------------------------------------------- | --------------------------------------------------------- | --------------------------------------------------------- | --------------------------------------------------------- |
|                                                           |                                                           |                                                           |                                                           |                                                           |
| År                                                        |                                                           |                                                           | Folkmängd                                                 |                                                           |
| 1970                                                      | 1970                                                      |                                                           | 18 988                                                    |                                                           |
| 1975                                                      | 1975                                                      |                                                           | 18 552                                                    |                                                           |
| 1980                                                      | 1980                                                      |                                                           | 18 237                                                    |                                                           |
| 1985                                                      | 1985                                                      |                                                           | 16 854                                                    |                                                           |
| 1990                                                      | 1990                                                      |                                                           | 16 628                                                    |                                                           |
| 1995                                                      | 1995                                                      |                                                           | 16 072                                                    |                                                           |
| 2000                                                      | 2000                                                      |                                                           | 15 064                                                    |                                                           |
| 2005                                                      | 2005                                                      |                                                           | 14 955                                                    |                                                           |
| 2010                                                      | 2010                                                      |                                                           | 15 175                                                    |                                                           |
| 2015                                                      | 2015                                                      |                                                           | 15 645                                                    |                                                           |
| 2020                                                      | 2020                                                      |                                                           | 16 400                                                    |                                                           |

## Kultur

### Kommunvapen
Blasonering: Sköld delad av silver, vari en bjälkvis ställd svart hammare, och av rött, vari tre kugghjul av silver, ställda två och ett.
Detta vapen utarbetades av dåvarande Riksheraldikerämbetet. Hammaren symboliserar Hallsta kopparhammare och kugghjulen senare industrier i området. Det fastställdes för köpingen av Kungl Maj:t 1948 och registrerades för kommunen i PRV 1986.